# Eduard von Schaper
Justus Wilhelm Eduard von Schaper (* 30. Oktober 1792 in Braunschweig; † 23. Februar 1868 in Potsdam) war ein hochrangiger preußischer Beamter (Oberpräsident der Rheinprovinz, der Provinz Westfalen und Generalpostmeister).

## Herkunft und Familie
Er war der Sohn des königlich preußischen Geheimen Oberfinanz-, Kriegs- und Domänenrats Christoph Schaper (1747–1799), der am 10. Juli 1789 in Berlin in den erblichen preußischen Adelsstand erhoben worden war, und der Margarethe Barbara Justine Widmann (um 1756–1826). Er selbst heiratete 1827 in Merseburg Auguste Weichbrodt (* 9. Januar 1807 in Danzig; † 13. Dezember 1871 in Düsseldorf), die aus einer Familie von Großkaufleuten aus Merseburg stammte. Das Ehepaar hatte elf Kinder, von denen acht das Erwachsenenalter erreichten.

## Leben und Wirken
Schaper studierte nach dem Abschluss der Schule Rechtswissenschaften in Göttingen und trat 1812 in den Staatsdienst des Königreichs Westphalen (Präfektur des Saale-Departement in Halberstadt) ein. Im Jahr 1813 wechselte er in den preußischen Staatsdienst und war beim Zivilgouvernement zwischen Elbe und Weser mit Sitz in Halle an der Saale tätig. In den Befreiungskriegen war von Schaper Offizier zunächst im 2. Elbe-Landwehr-Infanterie-Regiment und ab Sommer 1816 dann Adjutant und Rechnungsführer beim Magdeburger Grenadier-Landwehr-Bataillon. Anschließend war er ab 1817 wieder im zivilen Staatsdienst beschäftigt. Anfangs noch in Form einer informativen Beschäftigung bei der Regierung in Magdeburg folgte nach erfolgreicher Prüfung 1818 die Ernennung zum Regierungsassessor bei der Regierung Merseburg. Ab 1819 war er Regierungsrat. Im Jahr 1827 wurde er zum Rat bei der Oberrechnungskammer in Merseburg ernannt. Ab 1834 war er Oberrechnungsrat und Abteilungsdirigent. Im Jahr 1839 wurde er zum Präsidenten der Regierung in Trier ernannt. Im Jahr 1842 wurde er Oberpräsident der Rheinprovinz und ab 1845 Oberpräsident der Provinz Westfalen. Ab 1846 war von Schaper Generalpostmeister und damit Chef des preußischen Postwesens. Im Jahr 1849 wurde der Posten wegen organisatorischer Veränderungen im Postwesen zur Disposition gestellt. 1852 erfolgte die endgültige Entlassung aus dem Staatsdienst mit einer ausnahmsweise auf 3750 Reichstalern jährlich erhöhten Pension.